# The O'Reilly Factor
Pour les articles homonymes, voir O'Reilly.

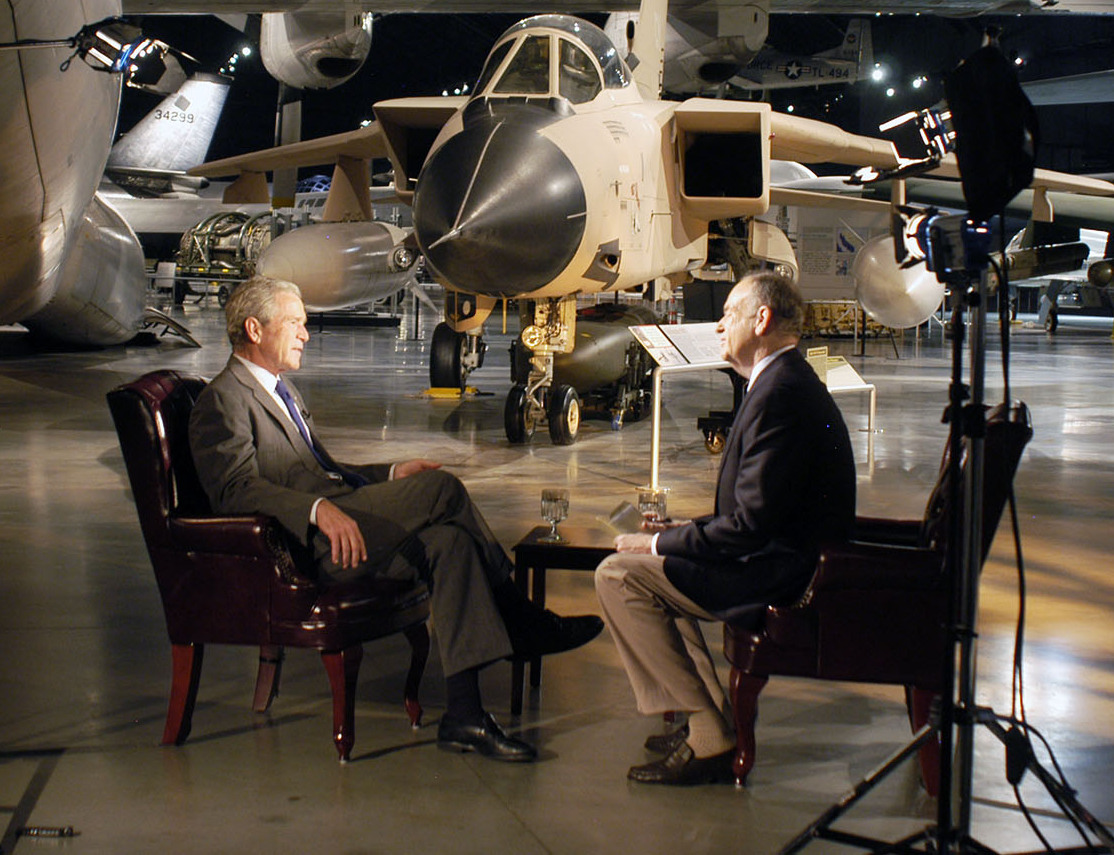
Bill O'Reilly interviewe l'ancien président George W. Bush, novembre 2010

The O'Reilly Factor est une émission de débat télévisé, créée en 1996 et diffusée sur la chaîne américaine Fox News Channel. Elle est animée par le journaliste Bill O'Reilly, qui discute souvent de sujets politiques et sociaux controversés et actuels avec ses invités. À l'origine, l'émission avait pour titre The O'Reilly Report mais, sur la suggestion de John Tantillo, un ami d'O'Reilly, le nom a été changé en The O'Reilly Factor.
En 2007 et 2008, The O'Reilly Factor est l'émission la plus regardée des chaînes de télévision d'information en continu américaines,,. En 2009, elle a eu en moyenne chaque soir environ 3,5 millions de téléspectateurs.

## Sources
- (en) Cet article est partiellement ou en totalité issu de l’article de Wikipédia en anglais intitulé « The O'Reilly Factor » (voir la liste des auteurs).